# Grabdenkmal für Herzogin Dorothea
Das Grabdenkmal für Herzogin Dorothea ist ein Grabdenkmal für die Herzogin Dorothea von Dänemark und Norwegen (1504–1547), die erste Gemahlin des Staatsgründers Herzog Albrecht von Preußen, im Königsberger Dom.

## Lage
Das Denkmal befindet sich in rekonstruierter Form wieder an der Nordseite des Hohen Chors im Königsberger Dom.

## Geschichte

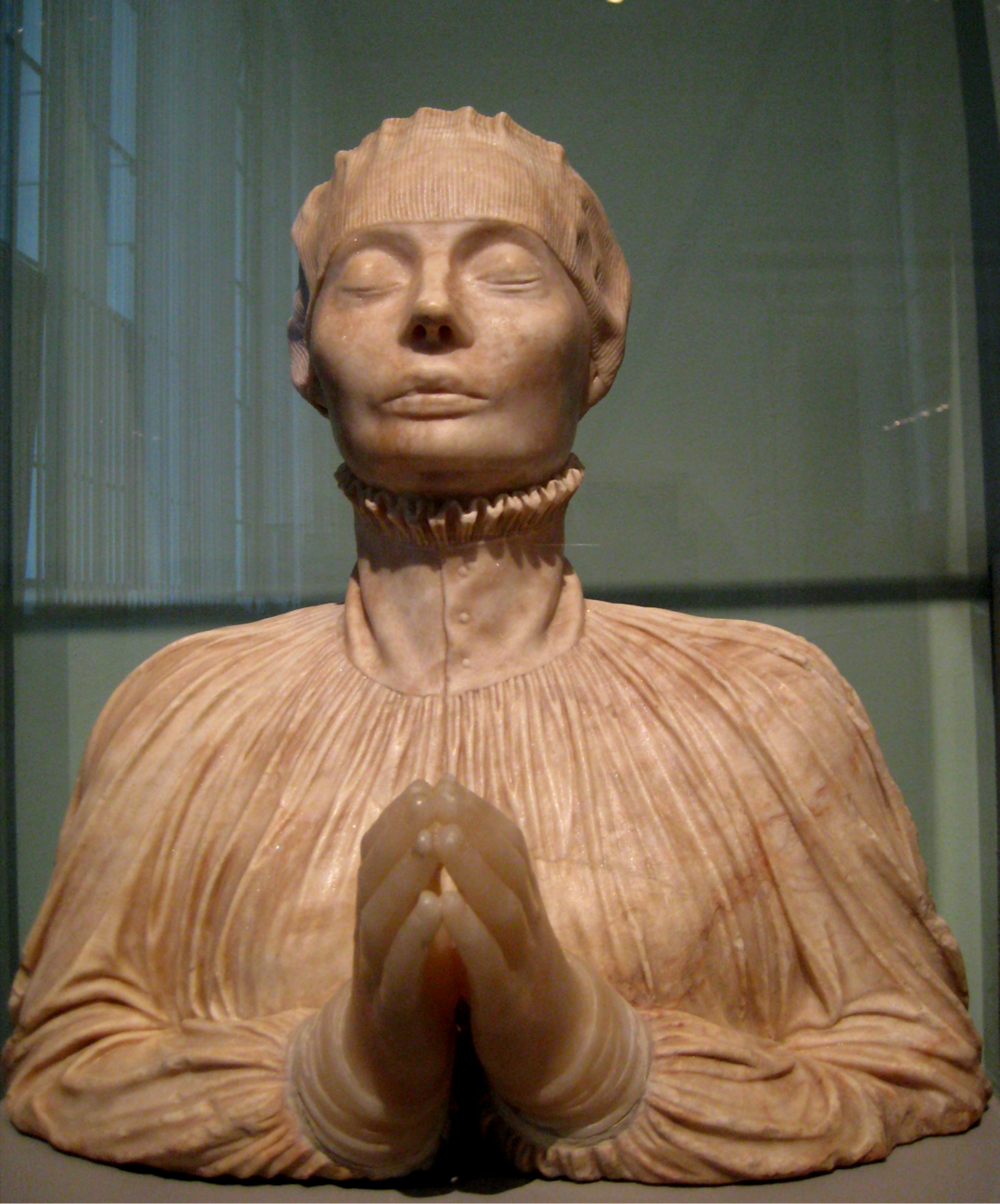
Original der Büste im Puschkin-Museum

Das Grabdenkmal für Herzogin Dorothea wurde von Cornelis Floris in Antwerpen geschaffen. Über Lübeck erreichte das Kunstwerk im Jahre 1552 die ostpreußische Residenzstadt Königsberg. Den Entwurf schuf Jakob Binck aus Köln. Errichtet wurde das Denkmal von dem Bildhauer Heinrich Vlint.
Das Denkmal überstand den Zweiten Weltkrieg „nahezu unbeschädigt“. Die Büste der Herzogin sowie alle Figuren, Wappen und Säulen kamen in der Nachkriegszeit abhanden. Die Büste befindet sich heute im Puschkin-Museum in Moskau, ein Gipsabguss im Dänischen Nationalhistorischen Museum in Schloss Frederiksborg.

## Aufbau und Beschreibung

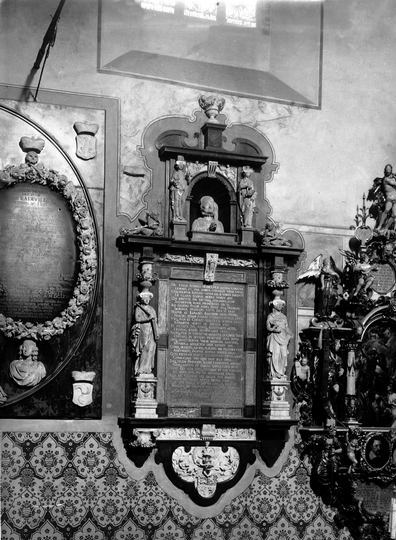
Grabdenkmal für Herzogin Dorothea im Königsberger Dom

Die Umrahmung besteht aus rötlich-buntem Marmor, die Architekturteile aus schwarzem Marmor. Die figürlichen Darstellungen sind aus Alabaster gefertigt.
Das Grabdenkmal ist dreiteilig aufgebaut. Im Mittelteil befindet sich eine große Inschrift, darauf als krönender Abschluss die Büste der Herzogin.

### Unterteil
Unter der Inschrift befindet sich eine Kartusche, bestehend aus einer schildförmigen, mit kleinen Löwenköpfen geschmückten Umrahmung. Dort sind zu beiden Seiten zwei Genien mit Palmenzweigen dargestellt. Diese halten das dänische Wappen, das eine Krone trägt.
Über der Kartusche befindet sich ein Fries mit zwei reliefartigen Darstellungen aus dem Alten Testament, die durch einen Löwenkopf voneinander getrennt sind. Im rechten Relief ist Abigail dargestellt, die vor König David kniet (1. Samuel 25). Im linken Relief wird die Königin von Saba dargestellt, die König Salomo Geschenke bringt (2. Chronik 9).

### Mittelteil
Im Hauptgeschoss des Denkmals befindet sich eine Tafel mit einer langen Inschrift in lateinischer Sprache.
Übersetzung von Ernst August Hagen.
Hic jacet Albert primi Ducis inclyta conjunx

Quae Patre Danorum Rege creata fuit:

Maternumque genus praelustri duxit ab ortu.

Mater Teutonici neptis Achillis erat.

Et quo dicta fuit, dignam se nomina gessit

Dorothea: Donum nam fuit ipsa DEi.

Non tantum voluit Princeps, sed mitis haberi

Mater: & est inopum commiserata vicem.

Virginibus, quarum fuit orba Parentibus aetas,

Pronuba consortes tradidit ipsa tori.

Nec dedignata est humiles intrare penates,

Et medicas aegris applicuisse manus.

Adfuit & gravidis nuribus, partuque levatis

Miscuit ut nutrix officiosa dapes.

Sacra colens etiam divinis tradita scriptis,

Nil habuit vera relligione prius.

In populi coetu doctos audire solebat,

Omni paene die verba referre Dei:

Nec meritis hominum, sed Christi morte redemtam,

Seque pia justam credidit esse fide:

Adde quod ipsa suum Dominum constanter amavit.

Inque vicem à Domino semper amata, fuit:

Corpore namque decens, & amabilis extitit omni

Laude: fugax litis, sobria, comis erat.

Edidit in lucem duo Mascula pignora lecti,

Foeminea quater est factaque prole Parens.

Denique suscipiens Musarum provida curam,

Nobile Gymnasii cum Duce struxit opus.

Jamque duos annos mensesque peregerat octo,

Post octo vitae lustra, decemque dies

Cum desiderium non uni triste relinquens.

Heu praematura morte soluta fuit.

Illius immensum peperit jactura dolorem

Ombinus indigenis: prussia quotquot habet.

Ad superos animi rediit vigor: ossa sepulchro

Inque beatorum spe tumulata cubant.

Obiit diem III Idus Aprilis, Anno M.D.XLVII
Hier ruht Herzoges Albrecht, des Ersten, berühmte Gemahlin,

Welche von Dänemarks Könige wurde gezeugt,

Ihrer Mutter Geschlecht stammt ab von erhabenem Ursprung,

Denn des deutschen Achill Enkelin Mutter ihr war:

Und so ward sie genannt und zeigte des Namens sich würdig

Dorothea, denn selbst war sie ein Gottesgeschenk.

Lieber denn Fürstin ließ sie sich nennen zärtliche Mutter

Und mitleidigen Sinns hob sie der hülflosen Noth.

Jungfraun, welche verwaist die Tage verlebten, bestimmte

Als Ehstifterin sie selbst die Genossen des Betts.

Schwangeren Fraun war sie pflegsam und den von der Bürde erlösten

Machte sie Speisen, gleich thätigen Ammen, zurecht.

Und nicht hegte sie Scheu, in niedrige Hütten zu dringen

Und die heilende Hand mild den Erkrankten zu weihn.

Heilig verehrte sie, was in den göttlichen Schriften enthalten,

Hehr wie die Religion war, wie die echte, ihr nichts.

In dem versammelten Volk' hört' an sie die Prediger gerne,

Fast an dem ganzen Tag führte sie Reden von Gott.

Nicht durch menschlich Verdienst, nur durch Christi Tod für gerettet

Hielt sie sich selbst, für gerecht nur durch der Gläubigen Trost.

Nicht vergesset, wie sie, weil treu sie geliebet den Hausherrn,

Vom Hausherren allstets wieder geliebet sich sah.

Denn sie war züchtig von Leib und erhaben ob jeglichen Lobspruch.

Liebenswürdig, des Streits Feindin, enthaltsam und sanft.

Sie gebar an das Licht zwei männliche Pfänder der Liebe,

Weiblicher Kinder vier unter dem Herzen sie trug.

Endlich nahm sie in Schutz fürsorgend die Musen und setzte

Mit dem Herzog der Schul' edele Stiftung ins Werk.

Als sie zwei Jahre bereits und acht der Monde verlebet,

Zehn der Tage nach acht Lustern des irdischen Seyhns,

Da - nicht bei Einem nur ließ sie zurück sehnsüchtige Trauer -

Wurde sie wehe! vom frühzeitigen Tode geraubt.

Ihr Hinscheiden gebar unendlichen Kummer bei allen

Eingebornen, so viel preußischer Boden umfaßt.

Heimzog zu den Verklärten der Geist, das Gebein in dem Grabe

Ruht in der Hoffnung verscharrt, welche den Seligen winkt.
Die Tafel wird von zwei Karyatiden flankiert. Die Figuren befinden sich auf Konsolen mit ionischen Kapitellen. An den Konsolen hängt jeweils ein traubenartiger, halbrunder Hängezapfen, der mit Laub gemischten strahlenförmigen Bändern geschmückt ist. Bereits dieses Merkmal „allein [hat] schon den Ursprung des Epitaphs in den Niederlanden verraten“ und ist „für die Niederlande charakteristisch“.
Die linke Karyatide stellt als Allegorie den christlichen Glauben dar. Die Figur hält als zwei Attribute das Kreuz und die Bibel. Die rechte Karyatide stellt als Allegorie die Liebe dar. Die weibliche Figur hält ein Kind im Arm, ein anderes Kind hängt am Rockzipfel. Die beiden Frauenfiguren werden von ionischen Kapitellen gekrönt. Auf den Kapitellen befinden sich korbartige, runde Aufbauten, die mit Laub gemischten strahlenförmigen Bändern geschmückt sind.
Über der Tafel mit Inschrift befindet sich ein anderer Fries mit zwei reliefartigen Darstellungen, die antike Totenopfer zeigen.

### Oberteil
Als Oberteil über dem Inschriftenteil befindet sich ein zweites, viel niedrigeres Geschoss. Im Mittelpunkt steht die Büste der Herzogin, flankiert von zwei Karyatiden, Allegorien auf Hoffnung und Mäßigkeit. Neben den Karyatiden, auf den Ecken des Grabdenkmals, sind zwei liegende, jugendliche Genien auf Totenköpfen dargestellt.
Heute schmückt das rekonstruierte Grabdenkmal der Herzogin Dorothea wieder das Original ihrer Büste. Diese hatte sich seit dem Ende des Zweiten Weltkriegs in einem Moskauer Depot befunden, wo zahlreiche, aus Deutschland stammende Büsten und Figuren gesammelt wurden. Die Büste befindet sich in einer Nische mit einer Muschel und einem Halbkreisbogen als oberem Abschluss. Der Bogen trägt eine Konsole, diese wird von trauernden Engeln in den Zwickeln flankiert. Die Konsole trägt zusammen mit zwei kleinen Karyatiden das oberste Gesims, worauf als Bekrönung eine Blumenvase auf einem Sockel steht. Die Vase wird von Voluten flankiert.

## Kunstgeschichtliche Bedeutung
Georg Dehio/Ernst Gall beschreiben das Denkmal als „streng und kühl mit allen Elementen seines Stils“. Das Kunstwerk sei demnach „eng verwandt den Epitaphien in der Großen Kirche in Breda“. Anton Ulbrich zufolge gilt das Werk als Frühbeispiel für den niederländischen Einfluss in Königsberg.